# Alcis shensiensis
Alcis shensiensis är en fjärilsart som beskrevs av Eugen Wehrli 1943. Alcis shensiensis ingår i släktet Alcis och familjen mätare. Inga underarter finns listade i Catalogue of Life.